# Quint Marci Filip (procònsol)
Quint Marci Filip (en llatí Quintus Marcius Philippus) va ser un magistrat romà del segle i aC.
Era procònsol (governador) a Àsia l'any 54 aC. Ciceró li va enviar diverses cartes de recomanació. La seva relació amb altres membres de la família dels Marci Filip és desconeguda, però probablement formava part de la gens Màrcia.